# Ци Байши
Ци Байши́ (кит. трад. 齊白石, упр. 齐白石, пиньинь Qí Báishí; 1 января 1864 — 16 сентября 1957) — китайский художник, каллиграф и мастер резьбы по камню. Знаменит своими образцовыми произведениями в жанрах «цветы-птицы» и «травы-насекомые», признанный мастер изображения креветок. Лауреат Международной премии Мира (1956).

## Биография
Жизнеописание Ци Байши сразу же открывается с тайны. Если место его рождения не вызывает разногласий, то насчет даты существуют разночтения. Большинство биографов сходятся на дате 1 января 1864 года, однако приводится и дата 22 ноября 1863 года и есть предположение, что Ци Байши родился 22 ноября 1860 года. Точно известно, что родился он в бедной крестьянской семье в деревне Синдоу уезда Сянтань Чаншаской управы провинции Хунань.
Когда мальчику было девять лет, его отправили учиться к деду, купив на сэкономленные большими усилиями деньги письменные принадлежности и книги. Начав учиться каллиграфии, он стал интересоваться и живописью, делать первые свои рисунки. Однако материальное положение семьи вынудило Ци Байши уже через год бросить учёбу и вернуться помогать вести хозяйство — пасти скот, собирать хворост. Тем не менее в свободное время он продолжал писать и рисовать. Поскольку денег на покупку бумаги не было, он рисовал на обороте листов, вырезанных из старых счетных книг.
Поскольку мальчик не отличался крепким здоровьем, то в возрасте двенадцати лет его отдали в обучение к столяру, где он также проявил творческие наклонности: он вырезал фигурки животных, изготовлял табакерки, ксилографические лубочные картинки на традиционные китайские сюжеты о богах и героях.
Кумиром Ци Байши был живший за три века до него живописец Сюй Вэй. В одном из своих стихотворений Ци Байши пишет: «О, как я хотел бы родиться 300 лет назад, ведь тогда я мог бы растирать краски и готовить бумагу для Вечнозелёного [один из псевдонимов Сюй Вэя]!»(恨不生三百年前，為青藤磨墨理紙).
В 28 лет стал учеником известного художника Ху Циньюаня (кит. 胡沁园) и начал учиться китайской национальной живописи гохуа. С 1902 по 1909 год совершал турпоездки по Китаю. В 1917 году приехал в Пекин, где и остался жить, окончательно посвятив себя живописи. Несмотря на то, что Ци Байши так и не получил даже базового образования, в возрасте шестидесяти шести лет он был приглашен на должность профессора кафедры живописи в Пекинском университете искусств (кит. 北京藝術專門學校).

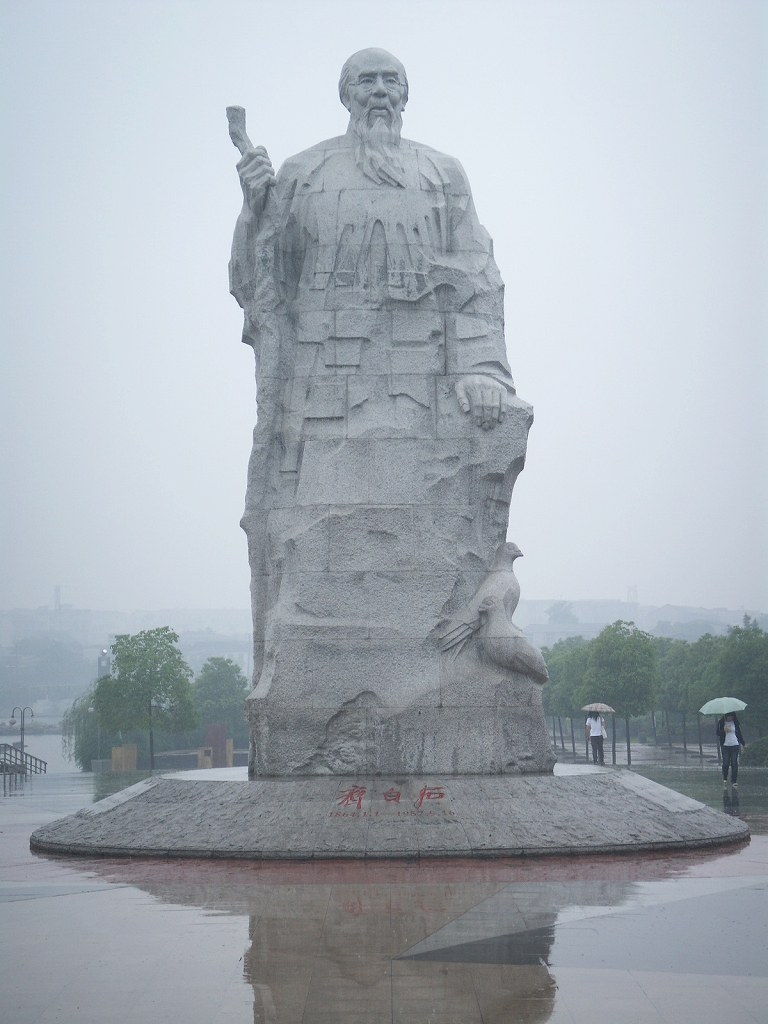
Памятник Ци Байши в парке его имени в Сянтане

В 1953 году он стал первым председателем Союза китайских художников, а Министерство культуры КНР присвоило ему титул «Великого художника китайского народа». В 1954 году был избран депутатом Всекитайского Собрания народных представителей. В том же году стал одним из авторов картины «Гимн миру», подаренной коллективом китайских художников Всемирной ассамблее сторонников мира.
В 1956 году был удостоен Международной премии Мира.
Ушел из жизни в Пекине 16 сентября 1957 года.

## Творчество
Ци Байши рисовал то, что его окружало в повседневной жизни. Он считал: «В беседе нужно говорить о том, что понятно людям, а в живописи следует рисовать то, что у человека перед глазами». Часто делал зарисовки с натуры, скрупулёзно повторяя один и тот же сюжет. Изображал растения, насекомых; особенно известны его «креветки». «Мне уже 78 лет, но я часто слышу, как говорят, что [я] умею рисовать одних креветок. Как это несправедливо!» — написал Ци Байши на одном из свитков.

Работы Ци Байши
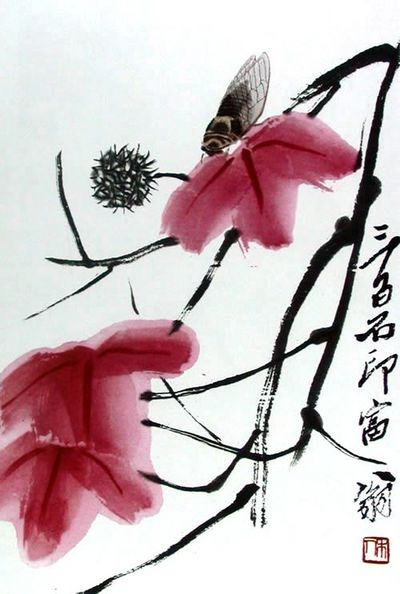
Осенняя цикада на цветках лапины
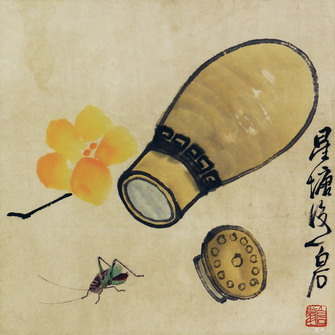
Домашний сверчок и домик сверчка из тыквы
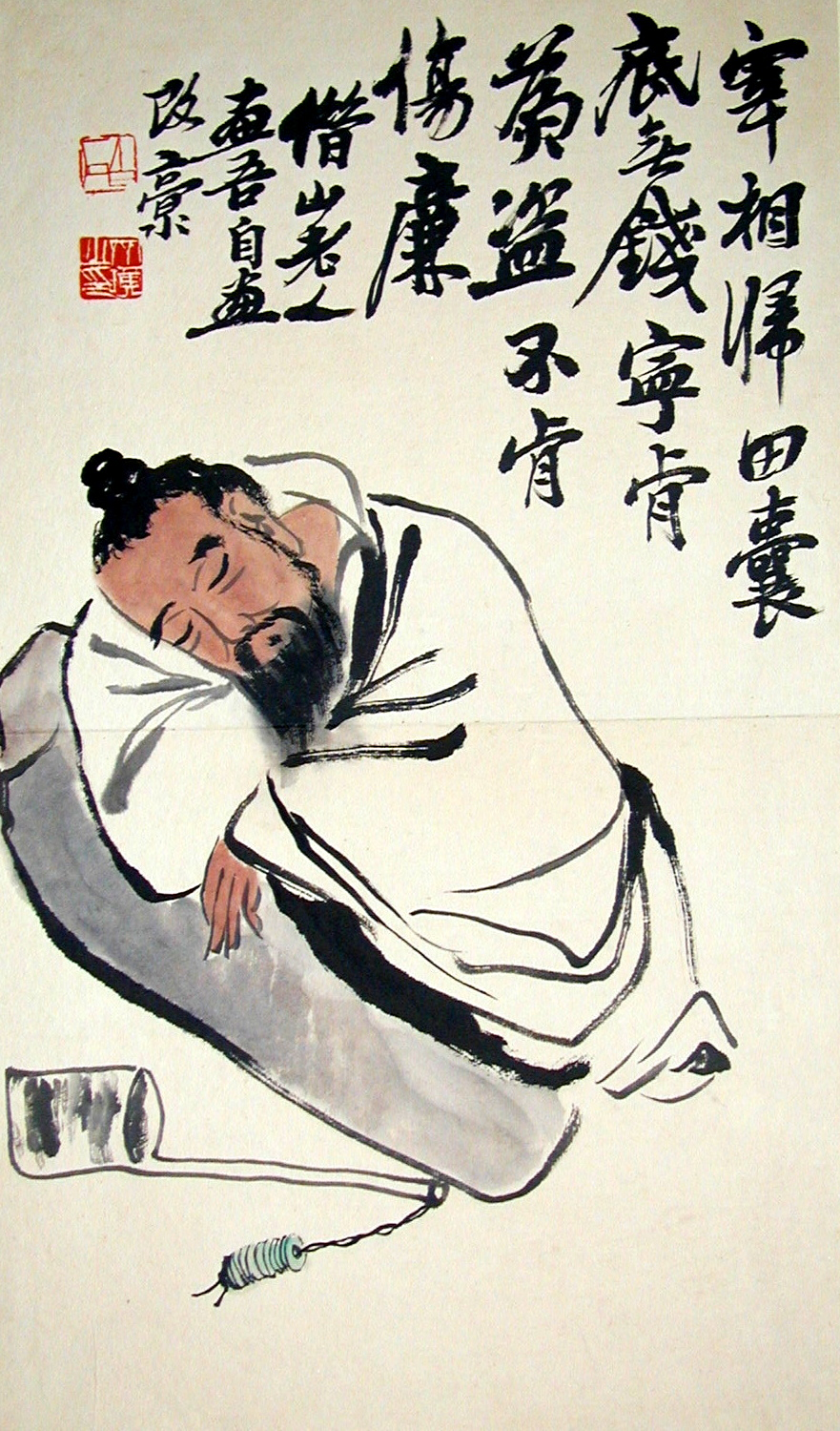
Кража сосуда с вином

## Память о Ци Байши

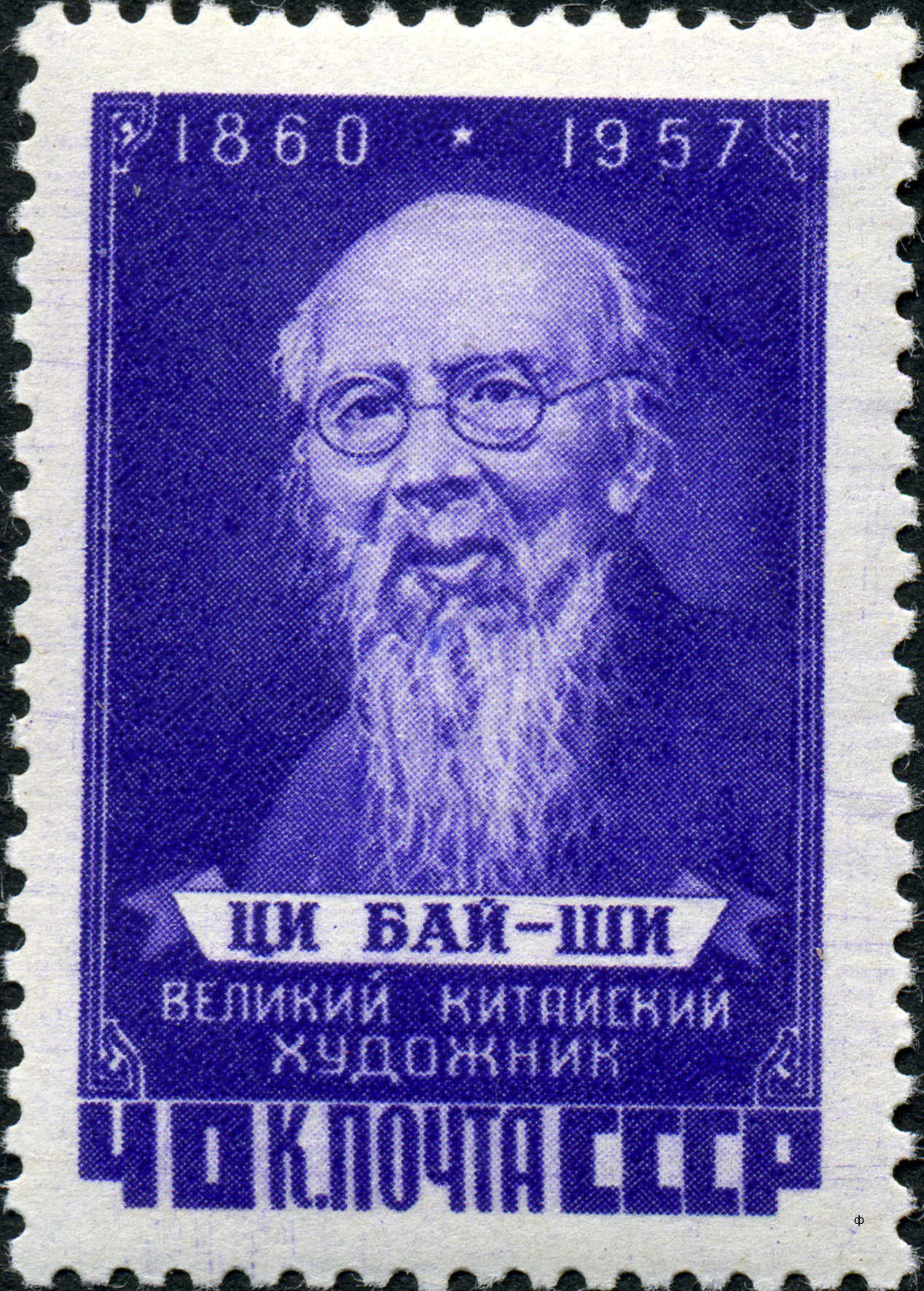
Почтовая марка памяти Ци Байши
(Художник — Завьялов В. В.)

- Работы Ци Байши есть в коллекциях ряда ведущих музеев мира, в том числе в Музее искусства народов Востока (Москва) и Эрмитаже (Санкт-Петербург)[10].
- В Пекине работает Дом-музей Ци Байши.
- 20 ноября 2008 года в честь Ци Байши назван кратер на Меркурии[13][14].
- В Сянтане в честь Ци Байши назван парк, в котором стоит памятник художнику. Также здесь расположен ещё один Дом-музей Ци Байши.
- В СССР в память о Ци Байши в 1958 году была выпущена почтовая марка.
- В Золочевском замке (Украина) возле китайского дворца стоит памятник Ци Байши.
- Влиянием творчества Ци Байши отмечена мультипликация режиссёра Тэ Вэя.